# Hôn nhân cùng giới ở Saint Helena, Ascension và Tristan da Cunha
Hôn nhân cùng giới ở Saint Helena, Ascension và Tristan da Cunha, một trong 14 Lãnh thổ hải ngoại của Anh, dần dần trở thành hợp pháp vào năm 2017. Một sắc lệnh hợp pháp hóa hôn nhân cùng giới trong Đảo Ascension có hiệu lực vào ngày 1 tháng 1 năm 2017, Tristan da Cunha tiếp theo phù hợp vào ngày 4 tháng 8 và Saint Helena vào ngày 20 tháng 12.

## Lịch sử

### Đảo Ascension
Một sắc lệnh cho phép kết hôn cùng giới đã được Hội đồng Đảo Ascension phê duyệt vào ngày 31 tháng 5 năm 2016, trong một cuộc bỏ phiếu 5-0. Nó được ký bởi Thống đốc và được công bố trong công báo chính thức vào ngày 20 tháng 6. Vào ngày 23 tháng 12 năm 2016, Thống đốc đã ban hành lệnh bắt đầu luật vào ngày 1 tháng 1 năm 2017.

### Tristan da Cunha
Vào ngày 23 tháng 2 năm 2017, sau khi tham khảo ý kiến của Thống đốc Saint Helena, Hội đồng Đảo Tristan da Cunha đã đồng ý rằng một luật để hợp pháp hóa hôn nhân cùng giới sẽ chính thức được thông qua. Vào ngày 4 tháng 8, Pháp lệnh Hôn nhân (Tristan da Cunha), 2017, mở rộng việc áp dụng Pháp lệnh Hôn nhân (Đảo Ascension) năm 2016 cho Tristan da Cunha, đã được Thống đốc ký và công bố trên công báo. Nó có hiệu lực khi xuất bản.

### Saint Helena
Vào ngày 27 tháng 4 năm 2016, Hội đồng điều hành Saint Helena đã công bố một cuộc tham vấn cộng đồng về dự thảo sắc lệnh hôn nhân mới, nếu được phê duyệt, sẽ cho phép các cặp cùng giới kết hôn. Cuộc tham vấn kéo dài đến ngày 25 tháng 5, và tiết lộ phần lớn người được hỏi ủng hộ hôn nhân cùng giới. Vào ngày 15 tháng 11 năm 2016, Hội đồng điều hành đã quyết định cho phép Dự luật kết hôn năm 2016 tiến hành Hội đồng lập pháp, sau khi dự thảo luật này trải qua một số vấn đề kỹ thuật được giải quyết bởi Tổng chưởng lý.
Vào ngày 12 tháng 12 năm 2016, sau một cuộc tranh luận kéo dài, Hội đồng Lập pháp đã thông qua một sửa đổi loại bỏ các điều khoản cho phép kết hôn cùng giới khỏi dự luật, dẫn đến toàn bộ dự luật bị rút.
Vào tháng 1 năm 2017, một cặp đôi cùng giới đã đăng ký kết hôn ở Saint Helena. Nhà đăng ký đang trong quá trình xin tư vấn pháp lý về cách tiến hành (Pháp lệnh Hôn nhân 1851 hiện hành không rõ ràng về hôn nhân cùng giới) khi hai thành viên của công chúng đệ trình (phản đối) thông báo kết hôn. Sau đó, nhà đăng ký đã chuyển vấn đề này đến Chánh án Tòa án Tối cao Saint Helena để đưa ra quyết định. Phiên tòa sơ thẩm đã diễn ra tại tòa vào ngày 23 tháng 2 năm 2017. Các bên trong vụ kiện đã được đưa ra cho đến tháng 7 năm 2017 để gửi lập luận của họ.
Tại cuộc họp của Hội đồng Lập pháp vào ngày 22 tháng 9 năm 2017, các thành viên đã đồng ý thông báo cho Hội đồng về ý kiến của họ về chủ đề này trong cuộc họp sau đó. Điều này sẽ cho phép một sắc lệnh hôn nhân cùng giới khác được tranh luận trước cuối năm nay, và tránh một phiên tòa đầy đủ của Tòa án Tối cao về vấn đề này, dự kiến vào tháng 1 năm 2018.
Vào ngày 6 tháng 10 năm 2017, Hội đồng Lập pháp đã quyết định tiến hành một loạt các cuộc tham vấn cộng đồng về Dự luật Hôn nhân 2017 trong suốt tháng. Vào ngày 4 tháng 12, Ủy ban Phát triển Cộng đồng & Xã hội, nơi tiến hành các cuộc tham vấn, đã đề nghị Hội đồng Điều hành phê chuẩn dự thảo pháp lệnh với một sửa đổi kỹ thuật nhỏ, mà Hội đồng Điều hành đã làm vào ngày hôm sau. Vào ngày 19 tháng 12, sau khi thất bại trong việc loại bỏ phần hôn nhân cùng giới của pháp luật, sắc lệnh đã được Hội đồng Lập pháp phê chuẩn bằng một phiếu bầu 9-2. Sau đó, nó đã được Thống đốc Saint Helena ký và có hiệu lực khi xuất bản vào ngày 20 tháng 12 năm 2017.